# Chennithala
Chennithala es una ciudad censal situada en el distrito de Alappuzha en el estado de Kerala (India). Su población es de 12360 habitantes (2011). Se encuentra a 35 km de Alappuzha.

## Demografía
Según el censo de 2011 la población de Chennithala era de 12360 habitantes, de los cuales 5719 eran hombres y 6641 eran mujeres. Chennithala tiene una tasa media de alfabetización del 96,96%, inferior a la media estatal del 94%: la alfabetización masculina es del 98,18%, y la alfabetización femenina del 95,94%.